# 음력 8월 3일
음력 8월 3일은 음력 8월의 3번째 날이다.

## 사건
- 1955년 - 대한민국, 민주당 창당.

## 문화
- 2005년 - 김대중컨벤션센터 개관.

## 탄생
- 1970년 - 대한민국의 배우 박선영.
- 1972년 - 대한민국의 배우 이본.

## 같이 보기
- 음력 360일: 1월 2월 3월 4월 5월 6월 7월 8월 9월 10월 11월 12월
- 전날:8월 2일 다음날:8월 4일 - 전달:7월 3일 다음달:9월 3일
- 양력:8월 3일
- 음력, 윤달